# Шапошниковский сельсовет (Оренбургская область)
Шапошниковский сельсовет — сельское поселение в Первомайском районе Оренбургской области Российской Федерации.
Административный центр — село Шапошниково.

## История
9 марта 2005 года в соответствии с законом Оренбургской области № 1907/315-III-ОЗ образовано сельское поселение Шапошниковский сельсовет, установлены границы муниципального образования.

## Население
| 2010 | 2012 | 2013 | 2014 | 2015 | 2016 | 2017 |
| ---- | ---- | ---- | ---- | ---- | ---- | ---- |
| 830  | ↘791 | ↘750 | ↗751 | ↘741 | ↘729 | ↘692 |
| 2018 | 2019 | 2020 | 2021 |      |      |      |
| ↘670 | ↘654 | ↘633 | ↘604 |      |      |      |

## Состав сельского поселения
| № | Населённый пункт | Тип населённого пункта       | Население |
| - | ---------------- | ---------------------------- | --------- |
| 1 | Бакаушин         | посёлок                      | 59        |
| 2 | Вербовый Сырт    | посёлок                      | 168       |
| 3 | Шапошниково      | село, административный центр | 603       |